# Phường 8, Quận 10
Phường 8 là một phường thuộc Quận 10, Thành phố Hồ Chí Minh, Việt Nam.
Phường 8 có diện tích 0,15 km², dân số năm 2021 là 10.039 người,  mật độ dân số đạt 66.926 người/km².